# Gauri Lankesh
Gauri Lankesh (Bangalore, 29 gennaio 1962 – Bangalore, 5 settembre 2017) è stata una giornalista e attivista indiana di Bangalore, nel Karnataka. Lavorò come redattrice in Lankesh Patrike, un settimanale di lingua kannada avviato da suo padre P. Lankesh, e poi gestì un proprio settimanale chiamato Gauri Lankesh Patrike. Nota per essere una critica dell'estremismo indù di destra, fu assassinata fuori dalla sua casa a Rajarajeshwari Nagar, Bangalore, il 5 settembre 2017.
Fu insignita del Premio Anna Politkovskaja per essersi espressa contro l'estremismo indù di destra, per aver condotto una campagna per i diritti delle donne e per essersi opposta alla discriminazione basata sulle caste.

## Biografia
Gauri Lankesh nacque in una famiglia Kannada Lingayat il 29 gennaio 1962. Suo padre era il poeta-giornalista P. Lankesh, che fondò il tabloid settimanale in lingua kannada Lankesh Patrike. Aveva due fratelli, Kavitha e Indrajit.
Gauri iniziò la sua carriera come giornalista presso The Times of India a Bangalore. Successivamente si trasferì a Delhi con suo marito, Chidanand Rajghatta. Poco dopo tornò a Bangalore, dove lavorò per nove anni come corrispondente per la rivista Sunday. Al momento della morte di suo padre nel 2000, lavorava per il canale televisivo telugu di Eenadu a Delhi. A questo punto aveva trascorso 16 anni della sua vita come giornalista.

### Lankesh Patrike
Quando il padre P. Lankesh morì, Gauri e suo fratello Indrajit visitarono Mani, l'editore di Lankesh Patrike, e gli dissero che volevano cessare la pubblicazione, Mani li convinse del contrario. Gauri divenne poi l'editore di Lankesh Patrike , mentre suo fratello Indrajit si occupò degli affari commerciali della pubblicazione.
A partire dal 2001, si svilupparono divergenze tra Gauri e Indrajit sull'ideologia del giornale. Queste divergenze diventarono pubbliche nel febbraio 2005, quando sulla rivista fu pubblicato un articolo su un attacco naxalita contro poliziotti, approvato da Gauri. Il 13 febbraio, Indrajit (proprietario ed editore del giornale) ritirò l'articolo, sostenendo che favoriva i naxaliti. Il 14 febbraio, Indrajit presentò una denuncia alla polizia contro Gauri, accusandola di aver rubato un computer, una stampante e uno scanner dall'ufficio della rivista. Gauri presentò una controdenuncia, accusando Indrajit di averla minacciata con una pistola. Il 15 febbraio Indrajit tenne una conferenza stampa, in cui accusò Gauri di promuovere il naxalismo attraverso il giornale. Gauri tenne a sua volta una conferenza stampa separata, in cui negò l'accusa, affermando che il fratello era contrario al suo attivismo sociale. Gauri successivamente fondò il suo settimanale Kannada chiamato Gauri Lankesh Patrike.

### Opinioni politiche e ideologia
Gauri era una convinta critica della politica di destra dell'Hindutva. Nel 2003, si oppose ai presunti tentativi del Sangh Parivar di induizzare il santuario sufi Guru Dattatreya Baba Budan Dargah situato a Baba Budan Giri.  Nel 2012, mentre partecipava a una protesta che chiedeva il divieto dei gruppi comunitari a Mangalore, affermò che l'induismo non era una religione, ma un "sistema di gerarchia nella società", in cui "le donne sono trattate come creature di seconda classe". Sostenne un'etichetta religiosa di minoranza per la comunità liṅgāyat e diresse il Komu Souharda Vedike, una piattaforma di armonia comunitaria per le comunità oppresse. Era anche del parere che i seguaci del filosofo Basava non fossero indù.
Gauri era nota per aver sostenuto la libertà di stampa.  Aveva scritto delle malefatte del leader del Congresso nazionale indiano, DK Shivakumar, uno stretto collaboratore dell'ex primo ministro del Karnataka, SM Krishna. Era contraria al Bharatiya Janata Party (BJP) e pose fine alla sua amicizia di 35 anni con Prakash Belawadi quando quest'ultimo divenne consigliere per i media del BJP durante le elezioni generali indiane del 2014. Nel novembre 2014, il governo del Karnataka guidato dal Congresso nominò Gauri membro di un comitato volto a convincere i naxaliti a rinunciare alla violenza e ad arrendersi. Tuttavia, una delegazione di leader del BJP la accusò di essere una simpatizzante naxalita e chiese la sua rimozione dal comitato. Il primo ministro Siddaramaiah respinse la richiesta.
Gauri fu apertamente critica nei confronti del sistema delle caste. Nel 2015, alcuni bramini la accusarono di criticare il romanziere S. L. Bhyrappa e il bramanesimo durante l'81a Kannada Sahitya Sammelana (conferenza letteraria Kannada) tenutasi a Shravanabelagola. Alla conferenza, Gauri osservò che l'autore non bramino Dalit Perumal Murugan era stato criticato dai gruppi indù di destra per aver raffigurato una coppia indù senza figli che si abbandonava a rituali sessuali consensuali al di fuori del matrimonio per avere figli nel suo libro One Part Woman. Sottolineò poi che anche il romanziere bramino S. L. Bhyrappa aveva descritto la pratica simile del niyoga nel suo romanzo Parva, una rivisitazione dell'epica indù Mahābhārata. Chiarì che era favorevole a entrambi questi scrittori e chiese perché i gruppi indù che erano stati offesi da Perumal Murugan non erano invece stati offesi da Bhyrappa. Il 19 febbraio 2015, i manifestanti dell'Hassan Zilla Brahmin Sabha ("Associazione dei bramini del distretto di Hassan") organizzarono una manifestazione, esortando la polizia a redigere un primo rapporto informativo contro di lei.

### Condanna per diffamazione nel 2016
Il 23 gennaio 2008, Gauri pubblicò un articolo intitolato "Darodegilada BJP galu" sul suo giornale. L'articolo criticava i leader del BJP Pralhad Joshi, Umesh Dushi, Shivanand Bhat e Venkatesh Mestry. L'articolo affermava che i tre leader del BJP avevano truffato un gioielliere per 100.000 rupie  (equivalenti a 1.800 dollari statunitensi nel 2023). Inoltre affermò che il gioielliere aveva chiesto giustizia al membro del Parlamento Joshi e minacciò di rivolgersi alla polizia se Joshi si fosse rifiutato di aiutarlo. Gauri in seguito affermò che l'articolo era basato su "fonti interne al BJP".
Joshi e Dushi intentarono cause separate per diffamazione contro Gauri. Nel caso di Dushi, era co-accusata insieme a Devanand Jagapur, l'autore dell'articolo.
Gauri dichiarò di essere stata presa di mira per le sue opinioni politiche di sinistra, poiché i leader del BJP non avevano citato in giudizio altri quotidiani locali che avevano pubblicato le stesse accuse. Gauri si rivolse allora all'Alta Corte, chiedendo l'archiviazione del caso contro di lei. Tuttavia, nel 2016, l’Alta Corte rifiutò di archiviare il caso e dette istruzioni affinché l’udienza continuasse presso il tribunale di grado inferiore. L'Alta Corte concesse tuttavia una sospensione del caso di quattro settimane e ordinò al tribunale di grado inferiore di completare il processo entro sei mesi.
Nell'ottobre 2016, il secondo tribunale di prima classe del magistrato giudiziario (JMFC) di Hubli emise un mandato di arresto per Gauri dopo che lei non si era presentata davanti al tribunale e non aveva risposto ai precedenti inviti a comparire. La polizia la arrestò e la portò davanti al tribunale il 1º ottobre 2016. Venne rilasciata su cauzione dopo aver fornito una cauzione personale di 25.000 rupie (equivalenti a 450 dollari statunitensi nel 2023).
Il 27 novembre 2016, il secondo tribunale della JMFC concluse che Gauri non aveva fornito alcuna prova sostanziale per le sue critiche ai leader del BJP e la dichiarò colpevole di diffamazione. Il tribunale le comminò una multa di 5.000 rupie (equivalente a 90 dollari statunitensi nel 2023) in ogni caso. Oltre alla multa totale di 10.000 rupie (equivalenti a 180 dollari statunitensi nel 2023), il tribunale la condannò anche a sei mesi di reclusione, concedendole comunque una cauzione anticipata che le fece evitare il carcere. L'altro imputato, Devanand Jagapur, venne invece assolto dallo stesso tribunale.
Gauri sostenne che i leader del BJP erano riusciti a far perdere le loro tracce raggiungendo un compromesso con il gioielliere; si rifiutò di rivelare la fonte delle accuse di corruzione contro di loro. Descrisse il verdetto del tribunale come una battuta d'arresto temporanea e dichiarò che lo avrebbe impugnato presso la corte superiore.

## Vita privata
Gauri e Chidanand Rajghatta divorziarono dopo cinque anni di matrimonio; rimase single dopo la separazione. Sebbene abbia vissuto da sola e non abbia avuto figli, considerava metaforicamente gli attivisti Jignesh Mevani, Kanhaiya Kumar, Umar Khalid e Shehla Rashid Shora come i suoi "figli adottivi".

## Morte
Il 5 settembre 2017, Gauri morì dopo essere stata colpita da tre uomini non identificati nella sua casa a Rajarajeshwari Nagar, a Bangalore. Gli uomini le spararono almeno sette proiettili intorno alle 20:00, mentre stava aprendo la porta principale di casa dopo essere tornata dal suo ufficio. Uno degli assassini, che la aspettava vicino a casa sua, le sparò i primi colpi, mentre gli altri due, sospettati di averla seguita dal suo ufficio, si unirono successivamente al compagno. Gli assassini indossavano i caschi e dopo l'omicidio fuggirono su una Honda Dio a due ruote. Tre dei proiettili perforarono la testa, il collo e il petto di Gauri, provocandone la morte sul posto.

### Reazioni
L'omicidio fu condannato da diverse persone e organizzazioni, tra cui il Congresso Nazionale Indiano e il Rashtriya Swayamsevak Sangh. Il leader del Congresso e ministro degli Interni del Karnataka, Ramalinga Reddy, paragonò l'omicidio a quello di Narendra Dabholkar e MM Kalburgi. Le dichiarazioni controverse del MLA del BJP D. N. Jeevaraj e del capo di Sri Ram Sena Pramod Muthalik furono ampiamente criticate. Il capo della polizia di stato, R. K. Dutta, rifiutò di suggerire qualsiasi possibile sospetto senza indagini. I leader del BJP criticarono il governo statale guidato dal Congresso per aver presumibilmente fallito nel proteggere la vita di Gauri e di altri scrittori come Kalburgi.  Le proteste per la sua morte ebbero luogo in tutta l'India, inclusa una manifestazione a Bangalore una settimana dopo il funerale a cui parteciparono più di 25.000 persone.
Gauri ebbe un funerale di stato con colpi di pistola il 6 settembre, dopo che il suo corpo era stato esposto per alcune ore a Ravindra Kalakshetra affinché il pubblico rendesse omaggio. Fu sepolta secondo le usanze liṅgāyat. La sua famiglia non seguiva alcuna usanza religiosa per lei, poiché si identificava come razionalista. La BBC la descrisse come la giornalista di più alto profilo assassinata negli ultimi anni.
Il New York Times riferì che diversi resoconti seguiti dal primo ministro Narendra Modi avevano pubblicato tweet "d'odio" in risposta all'assassinio di Lankesh, suscitando un dibattito in India.

### Indagini
Durante le indagini, la polizia ebbe accesso ai filmati delle telecamere a circuito chiuso della sua residenza e del percorso che portava da Basavanagudi a casa sua. La città fu tenuta in massima allerta il giorno dopo la sua morte, con la polizia schierata ai caselli di Nelamangala, Hosur Road e NICE Road alla ricerca degli assassini. I veicoli in entrata o in uscita dalla città furono sottoposti a severi controlli, mentre venne allertata anche la polizia dei vicini stati di Andhra Pradesh, Maharashtra e Tamil Nadu. L'8 settembre, il governo del Karnataka annunciò una ricompensa di 1 milione di rupie (equivalente a 18.000 dollari nel 2023) per aver fornito informazioni sugli assassini.
Nel 2018, la squadra investigativa speciale (SIT) che indagava sul caso di omicidio arrestò due persone, sospettate anche di essere coinvolte negli omicidi di Dabholkar e Kalburgi. Nel giugno 2018, il SIT dichiarò che Parashuram Waghmore aveva confessato l'omicidio: sosteneva che gli era stato detto di uccidere qualcuno per salvare la sua religione, e che non sapeva chi fosse la vittima. Nel settembre 2018, l'ATS del Maharashtra arrestò 2 sospetti legati all'omicidio e recuperò anche da loro un deposito di armi. Un articolo del New York Times del marzo 2019 su Gauri Lankesh incluse una discussione sulle indagini della polizia e sulle accuse di omicidio. I suoi parenti e amici discussero dell'indagine in un podcast pubblicato da openDemocracy nel gennaio 2022.
L'11 agosto 2022, il tribunale speciale per il controllo della criminalità organizzata del Karnataka prese in esame altri tre testimoni, tra cui due poliziotti, nel processo per omicidio.

## Nella cultura popolare
- L'assassinio fu descritto, insieme agli omicidi di altri razionalisti come Narendra Dabholkar, MM Kalburgi e Govind Pansare, nella miniserie di documentari Vivek-Reason di Anand Patwardhan.
- Gauri Lankesh è vista come una figura importante per le persone che protestano contro lo spostamento a destra del governo; ad esempio nel suo terzo anniversario di morte diversi giornalisti e attivisti parteciparono alla campagna #IfWeDoNotRise in sua memoria e in seguito agli arresti di dissidenti in tutta la nazione.[43]
- Nel 2021, Burnaby, una città canadese, decise di celebrare il Gauri Lankesh Day il 5 settembre per commemorarla nel giorno dell'anniversario della sua morte.[44]
- Nel 2023 Forbidden Stories portò avanti il lavoro di Lankesh sulle notizie false ed esplorò nuove piste nel suo caso di omicidio come parte della serie di casi Story Killers.[45]

## Premi e riconoscimenti
- 2017 - Premio Anna Politkovskaja